# 프랑시스 위스테르

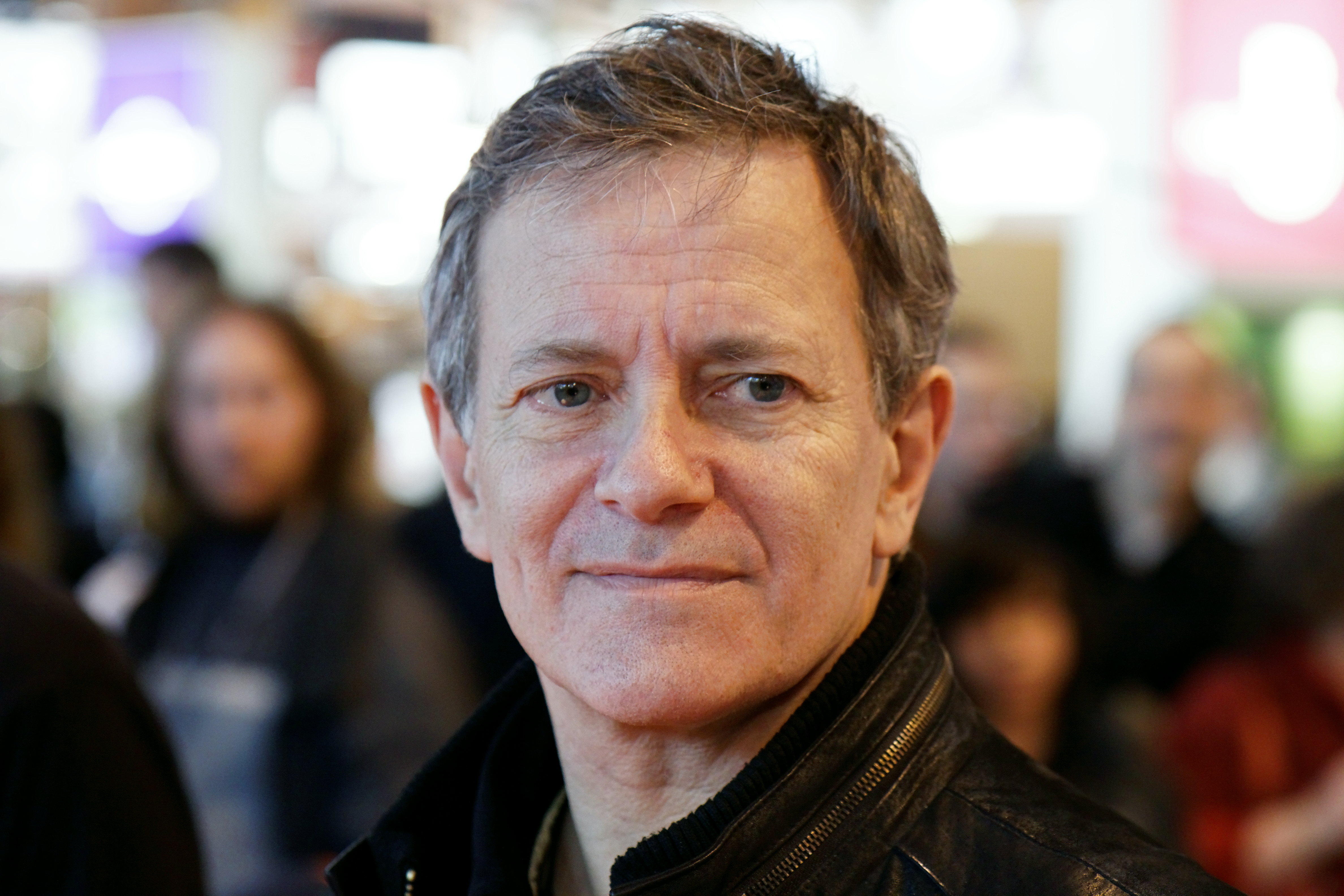

프랑시스 위스테르(프랑스어: Francis Huster, 1947년 12월 8일 ~ )는 프랑스의 영화 감독, 연극 배우, 영화배우, 각본가, 텔레비전 배우이다.
뇌이쉬르센에서 태어났다.

## 영화
- 어 맨 앤 히즈 독 (2008년)
- 꼬메 티 에스 벨레 (2006년)
- 바보들의 저녁식사 (1998년)
- 모든 일은 그것 때문에 (1993, Tout ça… pour ça !)
- 파킹 (1985년)
- 격정 (1985년)
- 퍼블릭 우먼 (1984년)
- 에디트 피아프의 사랑 (1983, Édith et Marc)
- 사랑과 슬픔의 볼레로 (1981년)
- 사춘기 (1979년)
- 남과 여 2 (1977년)
- 뤼미에르 (1976년)
- 라 포트 드 아베 무레 (1970년)